# Wilhelm Seib

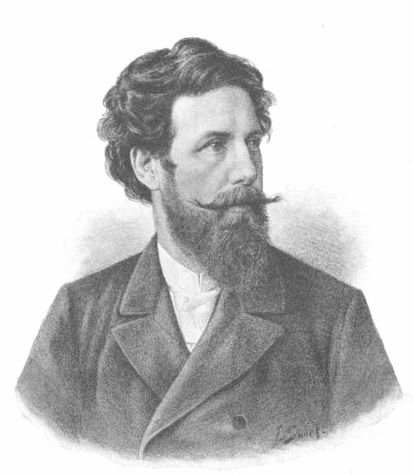
Porträt Wilhelm Seib, aus Sport & Salon, Wien, 25. April 1903

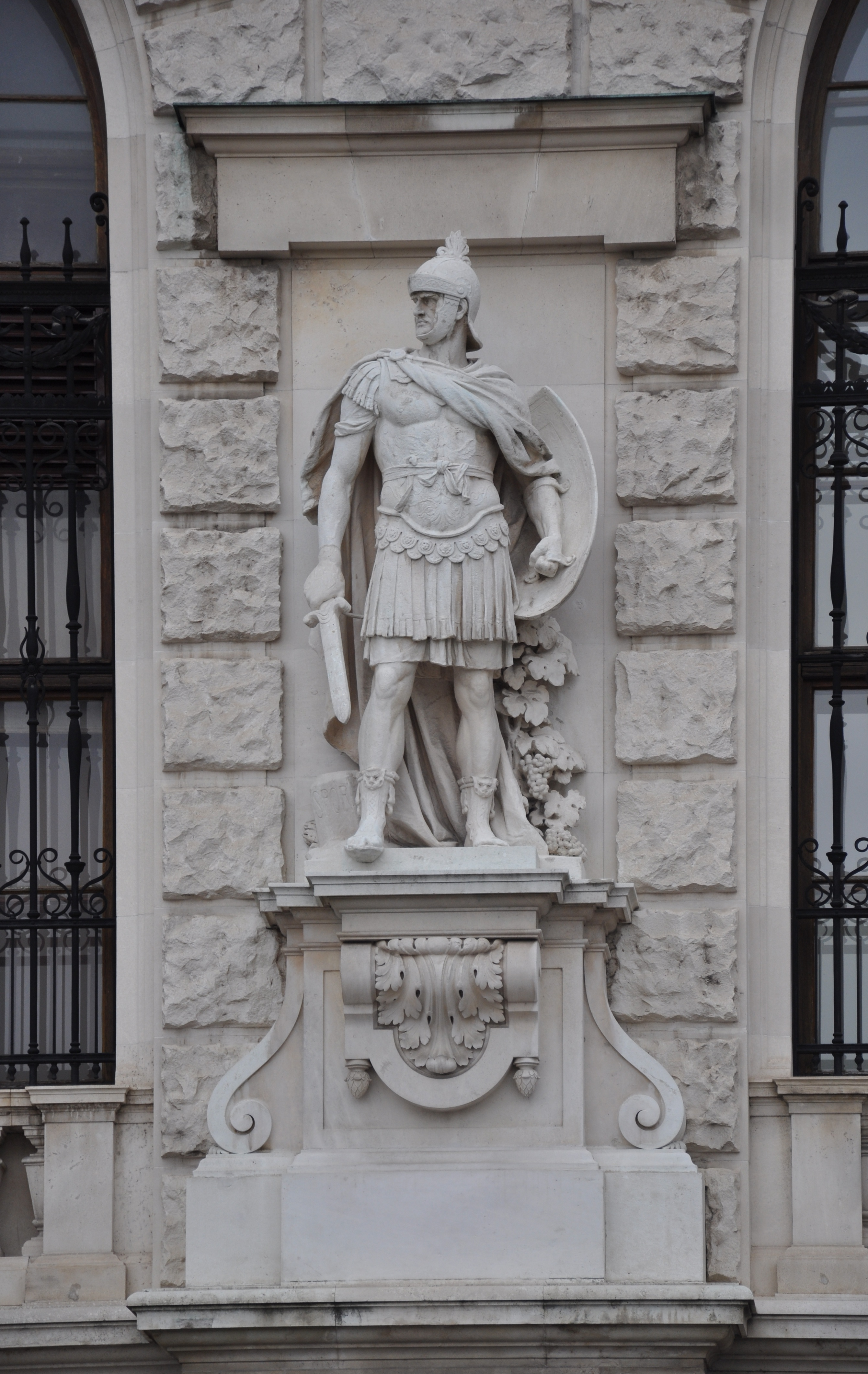
Wilhelm Seib: Römischer Soldat, an der Fassade der Neuen Burg am Heldenplatz in Wien

Wilhelm Seib (* 18. Mai 1854 in Stockerau; † 7. März 1924 in Spannberg) war ein österreichischer Bildhauer.
Wilhelm Seib, Sohn eines Juristen, studierte ab 1868 an der Akademie der bildenden Künste Wien bei Franz Bauer, anschließend von 1872 bis 1880 auf Kosten des Kaisers, der Interesse an seinen Arbeiten hatte, bei Carl Kundmann. 1885 durfte er auf Staatskosten eine Bildungsreise nach Italien unternehmen. Ab 1890 war er Mitglied des Wiener Künstlerhauses. Seib erhielt zahlreiche Aufträge in der gesamten Donaumonarchie, er schuf vor allem Porträts, Bauplastik, Grab- und Denkmäler. Im Jahr 1911 erhielt er den Ehren-Professortitel verliehen. Er starb infolge der Geldentwertung völlig verarmt.
Zu seinen bekanntesten Werken zählen die Meeresrosse am Tegetthoffdenkmal, die Statue des Sallust auf der Rampe des österreichischen Parlamentsgebäudes und der Römer an der Hofburg in Wien, die Statuen Artigas in Uruguay sowie das Schillerdenkmal in St. Pölten. Außerdem stammen zahlreiche Büsten, Reliefbilder und Grabdenkmäler in Wien, Stockerau und Umgebung von Seib, dessen Werke dem Historismus hinzuzuzählen sind.